# Перелік населених пунктів, що постраждали від Голодомору 1932—1933 (Миколаївська область)
Перелік населених пунктів Миколаївської області, що постраждали від Голодомору 1932—1933
| №   | Район (в адміністративному устрої 2019 року) | Населений пункт                                                                             | Кількість встановлених жертв   |
| --- | -------------------------------------------- | ------------------------------------------------------------------------------------------- | ------------------------------ |
| 1   | Арбузинський                                 | с. Гарбузинка (сучасне смт Арбузинка)                                                       | 10                             |
| 2   | Арбузинський                                 | с. Іванівка                                                                                 | 10                             |
| 3   | Арбузинський                                 | с. Марьянівка                                                                               | 10                             |
| 4   | Арбузинський                                 | с. Полянка                                                                                  | 11                             |
| 5   | Арбузинський                                 | с. Бузьке                                                                                   | 14                             |
| 6   | Арбузинський                                 | с. Виноградний Яр                                                                           | 14                             |
| 7   | Арбузинський                                 | с. Любоіванівка                                                                             | 15                             |
| 8   | Арбузинський                                 | с. Семенівка                                                                                | 151                            |
| 9   | Арбузинський                                 | с. Аркадіївка (сьогодні не існує)                                                           | 19                             |
| 10  | Арбузинський                                 | с. Новомихайлівка                                                                           | 2                              |
| 11  | Арбузинський                                 | с. Костянтинівка (сучасне смт Костянтинівка)                                                | 20                             |
| 12  | Арбузинський                                 | с. Новогригорівка                                                                           | 34                             |
| 13  | Арбузинський                                 | с. Рябоконево                                                                               | 4                              |
| 14  | Арбузинський                                 | с. Новоселівка                                                                              | 45                             |
| 15  | Арбузинський                                 | с. Остапівка                                                                                | 49                             |
| 16  | Арбузинський                                 | с. Новокрасне                                                                               | 5                              |
| 17  | Арбузинський                                 | с. Садове                                                                                   | 62                             |
| 18  | Арбузинський                                 | с. Благодатне                                                                               | 63                             |
| 19  | Арбузинський                                 | с. Воєводське                                                                               | 9                              |
| 20  | Баштанський                                  | с. Новобірзулівка                                                                           | 1                              |
| 21  | Баштанський                                  | с. Новогорожене                                                                             | 1                              |
| 22  | Баштанський                                  | с. Новосергіївка                                                                            | 109 (за іншими даними 200, 80) |
| 23  | Баштанський                                  | с. Леніне (сучасне с. Лук'янівка)                                                           | 12                             |
| 24  | Баштанський                                  | с. Світлицьке                                                                               | 2                              |
| 25  | Баштанський                                  | с. Новопавлівка                                                                             | 27                             |
| 26  | Баштанський                                  | с. Христофорівка                                                                            | 3                              |
| 27  | Баштанський                                  | с. Кашперо-Миколаївка                                                                       | 3                              |
| 28  | Баштанський                                  | с. Єрмолівка                                                                                | 31                             |
| 29  | Баштанський                                  | с. Старогорожене                                                                            | 33                             |
| 30  | Баштанський                                  | с. Явкине                                                                                   | 357                            |
| 31  | Баштанський                                  | с. Н. Данциг (сучасне с. Виноградівка)                                                      | 45                             |
| 32  | Баштанський                                  | с. Привільне                                                                                | 55                             |
| 33  | Баштанський                                  | с. Новоіванівка                                                                             | 67 (за іншими даними 75)       |
| 34  | Баштанський                                  | с. Піски                                                                                    | близько 220                    |
| 35  | Баштанський                                  | с. Баштанка (сучасне смт Баштанка)                                                          | кількість жертв не встановлено |
| 36  | Березанський                                 | с. Данилівка                                                                                | кількість жертв не встановлено |
| 37  | Березанський                                 | с. Подимове (сьогодні не існує)                                                             | кількість жертв не встановлено |
| 38  | Березанський                                 | с. Комісарівка                                                                              | кількість жертв не встановлено |
| 39  | Березанський                                 | хутори: Блюменфельд, Новокир'янівка, Російські, селище Березанське (сучасне с. Краснопілля) | кількість жертв не встановлено |
| 40  | Березанський                                 | с. Матіясове                                                                                | кількість жертв не встановлено |
| 41  | Березанський                                 | с. Андрієво-Зорине                                                                          | кількість жертв не встановлено |
| 42  | Березанський                                 | с. Ташине                                                                                   | кількість жертв не встановлено |
| 43  | Березанський                                 | с. Анатолівка                                                                               | кількість жертв не встановлено |
| 44  | Березанський                                 | с. Тузли                                                                                    | кількість жертв не встановлено |
| 45  | Березанський                                 | с. Червона Українка (сучасне с. Українка)                                                   | кількість жертв не встановлено |
| 46  | Березанський                                 | с. Марківка                                                                                 | кількість жертв не встановлено |
| 47  | Березанський                                 | с. Малахове                                                                                 | кількість жертв не встановлено |
| 48  | Березнегуватський                            | с. Березнегувате (сучасне смт Березнегувате)                                                | 1                              |
| 49  | Березнегуватський                            | с. Калуга                                                                                   | 2                              |
| 50  | Березнегуватський                            | с. Глибокий Яр (сучасне с. Тетянівка)                                                       | 20                             |
| 51  | Березнегуватський                            | с. Сергіївка                                                                                | 38                             |
| 52  | Березнегуватський                            | с. Біла Криниця                                                                             | кількість жертв не встановлено |
| 53  | Березнегуватський                            | с. Висунськ                                                                                 | кількість жертв не встановлено |
| 54  | Березнегуватський                            | с. Кавказ                                                                                   | кількість жертв не встановлено |
| 55  | Березнегуватський                            | с. Любомирівка                                                                              | кількість жертв не встановлено |
| 56  | Березнегуватський                            | с. Маліївка                                                                                 | кількість жертв не встановлено |
| 57  | Березнегуватський                            | с. Новоочаків                                                                               | кількість жертв не встановлено |
| 58  | Березнегуватський                            | с. Петропавлівка                                                                            | кількість жертв не встановлено |
| 59  | Березнегуватський                            | с. Новосевастополь                                                                          | кількість жертв не встановлено |
| 60  | Березнегуватський                            | с. Новолександрівка                                                                         | кількість жертв не встановлено |
| 61  | Березнегуватський                            | с. Мурахівка                                                                                | кількість жертв не встановлено |
| 62  | Братський                                    | с. Новопавлівка                                                                             | 10                             |
| 63  | Братський                                    | с. Крива Пустош                                                                             | 13                             |
| 64  | Братський                                    | с. Сергіївка                                                                                | 19                             |
| 65  | Братський                                    | с. Миролюбівка                                                                              | 21                             |
| 66  | Братський                                    | с. Іллічівка (сучасне с. Іванівка)                                                          | 3                              |
| 67  | Братський                                    | с. Новомар'ївка                                                                             | 38                             |
| 68  | Братський                                    | с. Костувате                                                                                | 75                             |
| 69  | Братський                                    | с. Новокостянтинівка                                                                        | 8                              |
| 70  | Братський                                    | с. Петропавлівка                                                                            | 82                             |
| 71  | Братський                                    | с. Миколаївка                                                                               | 84                             |
| 72  | Веселинівський                               | с. Луб'янка                                                                                 | 1                              |
| 73  | Веселинівський                               | с. Гамове                                                                                   | 1                              |
| 74  | Веселинівський                               | с. Поділля                                                                                  | 1                              |
| 75  | Веселинівський                               | с. Новокатеринівка                                                                          | 1                              |
| 76  | Веселинівський                               | с. Катериненталь (сучасне с. Катеринівка)                                                   | 1                              |
| 77  | Веселинівський                               | с. Михайлівка                                                                               | 1                              |
| 78  | Веселинівський                               | с. Зелене                                                                                   | 1                              |
| 79  | Веселинівський                               | смт Веселинове                                                                              | 18                             |
| 80  | Веселинівський                               | с. Райдолина                                                                                | 2                              |
| 81  | Веселинівський                               | с. Кубряки                                                                                  | 2                              |
| 82  | Веселинівський                               | с. Шпеєрове (сучасне с. Піщаний Брід)                                                       | 2                              |
| 83  | Веселинівський                               | смт Кудрявцівка (сучасне смт Токарівка)                                                     | 5                              |
| 84  | Веселинівський                               | с. Новосвітлівка                                                                            | 6                              |
| 85  | Веселинівський                               | с. Ландау (сучасне с. Широколанівка)                                                        | 6                              |
| 86  | Веселинівський                               | с. Покровка                                                                                 | 7                              |
| 87  | Веселинівський                               | с. Градівка                                                                                 | 8                              |
| 88  | Вознесенський                                | Радгосп «Нова Америка» (сучасне с. Новосілка)                                               | 1                              |
| 89  | Вознесенський                                | с. Урсулівка (сучасне с. Кам'яна Балка)                                                     | 1                              |
| 90  | Вознесенський                                | с. Воронівське (сучасне с. Воронівка)                                                       | 2                              |
| 91  | Вознесенський                                | с. Черноземка (сучасне с. Григорівка)                                                       | 2                              |
| 92  | Вознесенський                                | с. Білоусівка                                                                               | 3                              |
| 93  | Вознесенський                                | с. Щербанівське                                                                             | 3                              |
| 94  | Вознесенський                                | с. Олександрівка (сучасне смт Олександрівка)                                                | 4                              |
| 95  | Вознесенський                                | с. Арнаутівка-2 (сучасне с. Трудове)                                                        | 4                              |
| 96  | Вознесенський                                | Табори № 1, № 2, № 3 (сучасне с. Таборівка)                                                 | близько 10                     |
| 97  | Вознесенський                                | с. Трикрати                                                                                 | близько 10                     |
| 98  | Вознесенський                                | с. Бузькі хутори (сучасне с. Бузьке)                                                        | близько 50                     |
| 99  | Вознесенський                                | с. Арнаутівка (сучасне с. Дорошівка)                                                        | кількість жертв не встановлено |
| 100 | Вознесенський                                | с. Янчулове (сучасне с. Дмитрівка)                                                          | кількість жертв не встановлено |
| 101 | Вознесенський                                | с. Кантакузівка (сучасне с. Прибужани)                                                      | кількість жертв не встановлено |
| 102 | Вознесенський                                | с. Актове                                                                                   | кількість жертв не встановлено |
| 103 | Вознесенський                                | с. Щербані                                                                                  | кількість жертв не встановлено |
| 104 | Вознесенський                                | с. Яструбинове                                                                              | кількість жертв не встановлено |
| 105 | Врадіївський                                 | с. Новоолексіївка                                                                           | 1                              |
| 106 | Врадіївський                                 | с. Гуляницьке (нині с. Покровське)                                                          | 1                              |
| 107 | Врадіївський                                 | с. Марарове (сучасне с. Доброжанівка, с. Новомиколаївське)                                  | 1                              |
| 108 | Врадіївський                                 | с. Сирове                                                                                   | 128                            |
| 109 | Врадіївський                                 | с. Новопавлівка                                                                             | 14                             |
| 110 | Врадіївський                                 | с. Кумарі                                                                                   | 16                             |
| 111 | Врадіївський                                 | с. Юр'ївка                                                                                  | 2                              |
| 112 | Врадіївський                                 | с. Іванівка                                                                                 | 2                              |
| 113 | Врадіївський                                 | х. Будьонного (сучасне с. Новомихайлівське)                                                 | 3                              |
| 114 | Врадіївський                                 | с. Велико-Веселе (сучасне с. Великовеселе)                                                  | 6                              |
| 115 | Врадіївський                                 | с. Филимонівка                                                                              | 6                              |
| 116 | Врадіївський                                 | с-ще Врадіївка                                                                              | 6                              |
| 117 | Врадіївський                                 | с. Богемка                                                                                  | кількість жертв не встановлено |
| 118 | Врадіївський                                 | с. Пилипівка (сучасне с. Доброжанівка)                                                      | кількість жертв не встановлено |
| 119 | Врадіївський                                 | с. Мар'янівка                                                                               | кількість жертв не встановлено |
| 120 | Врадіївський                                 | с. Острогірське                                                                             | кількість жертв не встановлено |
| 121 | Врадіївський                                 | с. Адамівка                                                                                 | кількість жертв не встановлено |
| 122 | Врадіївський                                 | с. Каратаєво (сучасне с. Нововасилівка)                                                     | кількість жертв не встановлено |
| 123 | Доманівський                                 | с. Щасливка                                                                                 | кількість жертв не встановлено |
| 124 | Доманівський                                 | хут. Копані (сучасне с. Копані)                                                             | кількість жертв не встановлено |
| 125 | Доманівський                                 | с. Олександрівка                                                                            | кількість жертв не встановлено |
| 126 | Доманівський                                 | с. Козубівка                                                                                | кількість жертв не встановлено |
| 127 | Доманівський                                 | с. Лідіївка                                                                                 | кількість жертв не встановлено |
| 128 | Доманівський                                 | смт Доманівка                                                                               | кількість жертв не встановлено |
| 129 | Доманівський                                 | с. Анетівка                                                                                 | кількість жертв не встановлено |
| 130 | Доманівський                                 | с. Маринівка                                                                                | кількість жертв не встановлено |
| 131 | Доманівський                                 | с. Новоселівка (сьогодні не існує)                                                          | кількість жертв не встановлено |
| 132 | Доманівський                                 | с. Мостове                                                                                  | кількість жертв не встановлено |
| 133 | Доманівський                                 | с. Забари                                                                                   | кількість жертв не встановлено |
| 134 | Доманівський                                 | с. Великий Розділ (сьогодні не існує)                                                       | кількість жертв не встановлено |
| 135 | Доманівський                                 | с. Іванівка                                                                                 | кількість жертв не встановлено |
| 136 | Доманівський                                 | с. Кузнецове                                                                                | кількість жертв не встановлено |
| 137 | Доманівський                                 | с. Фрунзе (нині с. Петропавлівка)                                                           | кількість жертв не встановлено |
| 138 | Доманівський                                 | с. Новоолександрівка                                                                        | кількість жертв не встановлено |
| 139 | Доманівський                                 | с. Чорталка                                                                                 | кількість жертв не встановлено |
| 140 | Доманівський                                 | с. Пилипівка                                                                                | кількість жертв не встановлено |
| 141 | Доманівський                                 | с. Богданівка                                                                               | кількість жертв не встановлено |
| 142 | Доманівський                                 | с. Зелений Яр                                                                               | кількість жертв не встановлено |
| 143 | Доманівський                                 | с. Цвіткове (сьогодні не існує)                                                             | кількість жертв не встановлено |
| 144 | Доманівський                                 | с. Володимирівка                                                                            | кількість жертв не встановлено |
| 145 | Доманівський                                 | с. Жовтневе (нині с. Цвіткове)                                                              | кількість жертв не встановлено |
| 146 | Доманівський                                 | с. Графти (тепер село Сила)                                                                 | кількість жертв не встановлено |
| 147 | Доманівський                                 | с. Вікторівка                                                                               | кількість жертв не встановлено |
| 148 | Доманівський                                 | с. Прибужжя                                                                                 | кількість жертв невстановлено  |
| 149 | Єланецький                                   | с. Новоолександрівка                                                                        | 1                              |
| 150 | Єланецький                                   | с. Ольгопіль                                                                                | 1                              |
| 151 | Єланецький                                   | с. Уральське (к-п Чапаєва) (сучасне с. Уральське)                                           | 1                              |
| 152 | Єланецький                                   | с. Нововасилівка                                                                            | 1                              |
| 153 | Єланецький                                   | с. Семенівка                                                                                | 10                             |
| 154 | Єланецький                                   | с. Маложенівка                                                                              | 15                             |
| 155 | Єланецький                                   | с. Малий Єланець (к-п Перемога) (сучасне с. Калинівка)                                      | 19                             |
| 156 | Єланецький                                   | с. Новомиколаївка (сьогодні не існує)                                                       | 2                              |
| 157 | Єланецький                                   | смт Єланець                                                                                 | 25                             |
| 158 | Єланецький                                   | с. Водяне                                                                                   | 3                              |
| 159 | Єланецький                                   | с. Велідарівка                                                                              | 3                              |
| 160 | Єланецький                                   | с. Великосербулівка                                                                         | 4                              |
| 161 | Єланецький                                   | с. Велика Солона                                                                            | 5                              |
| 162 | Вітовський                                   | с-ще Ясна Поляна                                                                            | 1                              |
| 163 | Вітовський                                   | с. Новогригорівка                                                                           | 1                              |
| 164 | Вітовський                                   | с. Лупареве                                                                                 | 13                             |
| 165 | Вітовський                                   | с. Калинівка                                                                                | 200                            |
| 166 | Вітовський                                   | х. Пузирі (сучасне с. Українка)                                                             | 22                             |
| 167 | Вітовський                                   | с. Котляреве, с. Шевченкове                                                                 | 3                              |
| 168 | Вітовський                                   | с. Мішково-Погорілове                                                                       | 54                             |
| 169 | Вітовський                                   | с. Бармашове (нині с. Білозірка)                                                            | 68                             |
| 170 | Вітовський                                   | с. Петрівське (нині с. Водокачка)                                                           | 7                              |
| 171 | Вітовський                                   | с. Юхимівка (сучасне с. Лимани)                                                             | 7                              |
| 172 | Вітовський                                   | с. Свято-Троїцьке (сучасне с. Лимани)                                                       | 8                              |
| 173 | Вітовський                                   | с. Пересадівка                                                                              | 86                             |
| 174 | Казанківський                                | с. Олександрівка                                                                            | 3                              |
| 175 | Казанківський                                | с. Чабанка (сьогодні не існує)                                                              | 7                              |
| 176 | Казанківський                                | с. Миколаївка                                                                               | кількість жертв не встановлено |
| 177 | Кривоозерський                               | с. Михалкове                                                                                | 137                            |
| 178 | Кривоозерський                               | с. Мазурове                                                                                 | 152                            |
| 179 | Кривоозерський                               | с. Мала Мечетня                                                                             | 152                            |
| 180 | Кривоозерський                               | с. Очеретня                                                                                 | 279                            |
| 181 | Кривоозерський                               | с. Луканівка                                                                                | 28                             |
| 182 | Кривоозерський                               | с. Багачівка                                                                                | 33                             |
| 183 | Кривоозерський                               | с. Красненьке                                                                               | 338                            |
| 184 | Кривоозерський                               | с. Ониськове                                                                                | 451                            |
| 185 | Кривоозерський                               | с. Леніне (нині с. Гойдаї)                                                                  | 46                             |
| 186 | Кривоозерський                               | с. Берізки                                                                                  | 47                             |
| 187 | Кривоозерський                               | с. Секретарка                                                                               | 629                            |
| 188 | Кривоозерський                               | с. Голоскове                                                                                | 80                             |
| 189 | Кривоозерський                               | с. Криве Озеро Друге                                                                        | 9                              |
| 190 | Кривоозерський                               | с. Бурилове                                                                                 | кількість жертв не встановлено |
| 191 | Кривоозерський                               | с. Велика Мечетня                                                                           | кількість жертв не встановлено |
| 192 | Кривоозерський                               | с. Курячі Лози                                                                              | кількість жертв не встановлено |
| 193 | Кривоозерський                               | с. Тридуби                                                                                  | кількість жертв не встановлено |
| 194 | Кривоозерський                               | с-ще Криве Озеро                                                                            | кількість жертв не встановлено |
| 195 | Миколаївський                                | с. Петрово-Солониха                                                                         | кількість жертв не встановлено |
| 196 | Миколаївський                                | с. Ковалівка                                                                                | кількість жертв не встановлено |
| 197 | Миколаївський                                | с. Трихати                                                                                  | кількість жертв не встановлено |
| 198 | Миколаївський                                | с. Кир'яківка                                                                               | кількість жертв не встановлено |
| 199 | Новобузький                                  | с. Березнегуватське, с. Златопіль (сьогодні не існує), с. Найгейм                           | 1                              |
| 200 | Новобузький                                  | с. Веселий Поділ, с. Павлівка, с. Привільнянське, с. Майське                                | 10                             |
| 201 | Новобузький                                  | с. Новополтавка, с. Єфремівка                                                               | 120                            |
| 202 | Новобузький                                  | с. Новоюр'ївка                                                                              | 120                            |
| 203 | Новобузький                                  | с. Баратівка, с. Майорівка, с. Ганнівка, с. Антонівка                                       | 200                            |
| 204 | Новобузький                                  | с. Кам'яне, с. Миролюбівка, с. Новогригорівка                                               | 58                             |
| 205 | Новобузький                                  | м. Новий Буг                                                                                | кількість жертв не встановлено |
| 206 | Новобузький                                  | с. Вільне Запоріжжя                                                                         | кількість жертв не встановлено |
| 207 | Новобузький                                  | с. Жовтневе (нині с. Станційне), с. Діброва                                                 | кількість жертв не встановлено |
| 208 | Новобузький                                  | с. Новоселівка                                                                              | кількість жертв не встановлено |
| 209 | Новобузький                                  | с. Нововасилівка                                                                            | кількість жертв не встановлено |
| 210 | Новобузький                                  | с. Новоданилівка                                                                            | кількість жертв не встановлено |
| 211 | Новобузький                                  | с. Показне, с. Симонівка                                                                    | кількість жертв не встановлено |
| 212 | Новобузький                                  | с. Новомихайлівка, с. Солдатське, с. Новодмитрівка                                          | кількість жертв не встановлено |
| 213 | Новобузький                                  | с. Анастасівка, с. Григорівка, с. Катеринівка (сьогодні не існує)                           | кількість жертв не встановлено |
| 214 | Новобузький                                  | с. Новохристофорівка                                                                        | кількість жертв не встановлено |
| 215 | Новобузький                                  | с. Лоцкине                                                                                  | кількість жертв не встановлено |
| 216 | Новобузький                                  | с. Пархомівка                                                                               | кількість жертв не встановлено |
| 217 | Новобузький                                  | с. Чернігівка                                                                               | кількість жертв не встановлено |
| 218 | Новобузький                                  | с. Розанівка                                                                                | кількість жертв не встановлено |
| 219 | Новобузький                                  | с. Варварівка (сьогодні не існує)                                                           | кількість жертв не встановлено |
| 220 | Новобузький                                  | с. Чернишево                                                                                | кількість жертв не встановлено |
| 221 | Новобузький                                  | с. Новоантонівка                                                                            | кількість жертв не встановлено |
| 222 | Новобузький                                  | с. Олено-Калинівка (сьогодні не існує)                                                      | кількість жертв не встановлено |
| 223 | Новобузький                                  | с. Плугатар                                                                                 | кількість жертв не встановлено |
| 224 | Новобузький                                  | с. Софіївка                                                                                 | кількість жертв не встановлено |
| 225 | Новоодеський                                 | с. Антонівка                                                                                | кількість жертв не встановлено |
| 226 | Новоодеський                                 | с. Веселе                                                                                   | кількість жертв не встановлено |
| 227 | Новоодеський                                 | с. Карлівка                                                                                 | кількість жертв не встановлено |
| 228 | Новоодеський                                 | с. Київське                                                                                 | кількість жертв не встановлено |
| 229 | Новоодеський                                 | с. Остапівка                                                                                | кількість жертв не встановлено |
| 230 | Новоодеський                                 | с. Олександрівка                                                                            | кількість жертв не встановлено |
| 231 | Новоодеський                                 | с. Баловне                                                                                  | кількість жертв не встановлено |
| 232 | Новоодеський                                 | с. Бузьке                                                                                   | кількість жертв не встановлено |
| 233 | Новоодеський                                 | с. Воронцівка                                                                               | кількість жертв не встановлено |
| 234 | Новоодеський                                 | с. Островське                                                                               | кількість жертв не встановлено |
| 235 | Новоодеський                                 | с. Улянівка                                                                                 | кількість жертв не встановлено |
| 236 | Новоодеський                                 | с. Червоноволодимирівка                                                                     | кількість жертв не встановлено |
| 237 | Новоодеський                                 | с. Піски                                                                                    | кількість жертв не встановлено |
| 238 | Новоодеський                                 | с. Гур'ївка                                                                                 | кількість жертв не встановлено |
| 239 | Новоодеський                                 | с. Артемівка (нині Озерне)                                                                  | кількість жертв не встановлено |
| 240 | Новоодеський                                 | с. Ясна Поляна                                                                              | кількість жертв не встановлено |
| 241 | Новоодеський                                 | с. Димівське                                                                                | кількість жертв не встановлено |
| 242 | Новоодеський                                 | с. Новоолександрівське                                                                      | кількість жертв не встановлено |
| 243 | Новоодеський                                 | с. Гребеники                                                                                | кількість жертв не встановлено |
| 244 | Новоодеський                                 | с. Кандибине                                                                                | кількість жертв не встановлено |
| 245 | Новоодеський                                 | с. Новоматвіївське                                                                          | кількість жертв не встановлено |
| 246 | Новоодеський                                 | с. Сільвестрівське                                                                          | кількість жертв не встановлено |
| 247 | Новоодеський                                 | с. Новоінгулка                                                                              | кількість жертв не встановлено |
| 248 | Новоодеський                                 | с. Костянтинівка                                                                            | кількість жертв не встановлено |
| 249 | Новоодеський                                 | с. Михайлівка                                                                               | кількість жертв не встановлено |
| 250 | Новоодеський                                 | с. Новопетрівське                                                                           | кількість жертв не встановлено |
| 251 | Новоодеський                                 | с. Зайве                                                                                    | кількість жертв не встановлено |
| 252 | Новоодеський                                 | м. Нова Одеса                                                                               | кількість жертв не встановлено |
| 253 | Новоодеський                                 | с. Криворіжжя                                                                               | кількість жертв не встановлено |
| 254 | Новоодеський                                 | с. Новосафронівка                                                                           | кількість жертв не встановлено |
| 255 | Новоодеський                                 | с. Зарічне                                                                                  | кількість жертв не встановлено |
| 256 | Новоодеський                                 | с. Кам'янка                                                                                 | кількість жертв не встановлено |
| 257 | Новоодеський                                 | с. Новошмідтівка                                                                            | кількість жертв не встановлено |
| 258 | Новоодеський                                 | с. Кіровка (сьогодні с. Степове)                                                            | кількість жертв не встановлено |
| 259 | Новоодеський                                 | с. Підлісне                                                                                 | кількість жертв не встановлено |
| 260 | Новоодеський                                 | с. Новомиколаївка                                                                           | кількість жертв не встановлено |
| 261 | Новоодеський                                 | с. Новопавлівка                                                                             | кількість жертв не встановлено |
| 262 | Новоодеський                                 | с. Себине                                                                                   | кількість жертв не встановлено |
| 263 | Новоодеський                                 | с. Сухий Єланець                                                                            | кількість жертв не встановлено |
| 264 | Новоодеський                                 | с. Суворовка                                                                                | кількість жертв не встановлено |
| 265 | Новоодеський                                 | с. Троїцьке                                                                                 | кількість жертв не встановлено |
| 266 | Очаківський                                  | х. Карузо (сьогодні не існує)                                                               | 1                              |
| 267 | Очаківський                                  | х. Маріно (сьогодні не існує)                                                               | 1                              |
| 268 | Очаківський                                  | с. Парутине                                                                                 | 1                              |
| 269 | Очаківський                                  | м. Очаків                                                                                   | 111                            |
| 270 | Очаківський                                  | с. Козирка                                                                                  | 15                             |
| 271 | Очаківський                                  | с. Анчекрак (сучасне с. Кам'янка)                                                           | 16                             |
| 272 | Очаківський                                  | с. Дмитріївка                                                                               | 3                              |
| 273 | Очаківський                                  | с. Набуга (сьогодні не існує)                                                               | 3                              |
| 274 | Очаківський                                  | с. Дорошівка (сьогодні не існує)                                                            | 4                              |
| 275 | Очаківський                                  | с. Бейкуш (сучасне с. Чорноморка)                                                           | 43                             |
| 276 | Очаківський                                  | слобода Камбурліївка (сьогодні не існує)                                                    | 7                              |
| 277 | Первомайський                                | с. Станіславчик                                                                             | 10                             |
| 278 | Первомайський                                | с. Петрівка                                                                                 | 10                             |
| 279 | Первомайський                                | с. Вітольдів Брід (нині Брід)                                                               | 100                            |
| 280 | Первомайський                                | с. Чаусове Друге                                                                            | 11                             |
| 281 | Первомайський                                | с. Жовтневе (сьогодні с. Зоряне)                                                            | 11                             |
| 282 | Первомайський                                | с. Полтавка                                                                                 | 11                             |
| 283 | Первомайський                                | с. Лозоватка                                                                                | 110                            |
| 284 | Первомайський                                | с. Мигія                                                                                    | 110                            |
| 285 | Первомайський                                | с. Романова Балка                                                                           | 123                            |
| 286 | Первомайський                                | с. Кінецьпіль                                                                               | 124                            |
| 287 | Первомайський                                | с. Чаусове                                                                                  | 130                            |
| 288 | Первомайський                                | с. Лукашівка                                                                                | 147                            |
| 289 | Первомайський                                | с. Підгородня                                                                               | 15                             |
| 290 | Первомайський                                | с. Полтавка                                                                                 | 16                             |
| 291 | Первомайський                                | с. Кам'яний Міст                                                                            | 164                            |
| 292 | Первомайський                                | с. Кримка                                                                                   | 189                            |
| 293 | Первомайський                                | с. Довга Пристань                                                                           | 193                            |
| 294 | Первомайський                                | с. Калинівка (сьогодні не існує)                                                            | 2                              |
| 295 | Первомайський                                | с. Грушівка                                                                                 | 211                            |
| 296 | Первомайський                                | с. Кумарі                                                                                   | 218                            |
| 297 | Первомайський                                | с. Болеславчик                                                                              | 221                            |
| 298 | Первомайський                                | с. Кам'яна Балка                                                                            | 23                             |
| 299 | Первомайський                                | с. Новоолександрівка                                                                        | 23                             |
| 300 | Первомайський                                | с. Лиса Гора                                                                                | 26                             |
| 301 | Первомайський                                | с. Софіївка                                                                                 | 26                             |
| 302 | Первомайський                                | с. Хвалебне (сьогодні не існує)                                                             | 3                              |
| 303 | Первомайський                                | с. Іванівка                                                                                 | 32                             |
| 304 | Первомайський                                | с. Катеринка                                                                                | 367                            |
| 305 | Первомайський                                | с. Генівка                                                                                  | 4                              |
| 306 | Первомайський                                | с. Тарасівка                                                                                | 40                             |
| 307 | Первомайський                                | с. Єрмолаївка                                                                               | 41                             |
| 308 | Первомайський                                | с. Соколівка                                                                                | 42                             |
| 309 | Первомайський                                | с. Старі Кошари                                                                             | 5                              |
| 310 | Первомайський                                | с. Лащівка (сьогодні не існує)                                                              | 57                             |
| 311 | Первомайський                                | с. Зелені Кошари                                                                            | 6                              |
| 312 | Первомайський                                | с. Степківка                                                                                | 61                             |
| 313 | Первомайський                                | с. Садибне                                                                                  | 7                              |
| 314 | Первомайський                                | с. Підгір'ївка                                                                              | 7                              |
| 315 | Первомайський                                | с. Підгір'я                                                                                 | 75                             |
| 316 | Первомайський                                | с. Синюхин Брід                                                                             | 93                             |
| 317 | Снігурівський                                | с. Новософіївка                                                                             | 10                             |
| 318 | Снігурівський                                | с. Галаганівка                                                                              | 11                             |
| 319 | Снігурівський                                | с. Червона Долина                                                                           | 2                              |
| 320 | Снігурівський                                | с. Чарка (сьогодні не існує)                                                                | 2                              |
| 321 | Снігурівський                                | с. Богородицьке                                                                             | 2                              |
| 322 | Снігурівський                                | с. Шмідтівка (сучасне с. Шмідтове)                                                          | 2                              |
| 323 | Снігурівський                                | с. Новопетрівка                                                                             | 3                              |
| 324 | Снігурівський                                | с. Гуляйгородок                                                                             | 4                              |
| 325 | Снігурівський                                | с. Новий Шлях                                                                               | 5                              |
| 326 | Снігурівський                                | с. Павлівка                                                                                 | 8                              |
| 327 | Снігурівський                                | с. Снігурівка (сучасне м. Снігурівка)                                                       | 9                              |
| 328 | Снігурівський                                | с. Афанасіївка                                                                              | кількість жертв не встановлено |